# Ванн (округ)
Округ Ванн (фр. Arrondissement de Vannes) — округ у Франції, в департаменті Морбіан. 2023 року округ об'єднував 99 муніципалітетів, населення становило 289 421 особу.
Адміністративний центр (супрефектура) — Ванн.

## Муніципалітети
Список муніципалітетів округу та їхні коди INSEE:
1. Аллер (56001)
2. Амбон (56002)
3. Арзаль (56004)
4. Арзон (56005)
5. Аррадон (56003)
6. Бадан (56008)
7. Беганн (56011)
8. Беньон (56012)
9. Беррик (56015)
10. Бійє (56018)
11. Боаль (56020)
12. Брандіві (56022)
13. Ванн (56260)
14. Гер (56075)
15. Гран-Шам (56067)
16. Дамган (56052)
17. Ельван (56053)
18. Іль-д'Арз (56088)
19. Іль-о-Муан (56087)
20. Кадан (56028)
21. Камоель (56030)
22. Карантуар (56033)
23. Каро (56035)
24. Кестамбер (56184)
25. Кольпо (56042)
26. Курнон (56044)
27. Ла-Вре-Круа (56261)
28. Ла-Гасії (56061)
29. Ла-Рош-Бернар (56195)
30. Ла-Триніте-Сюрзюр (56259)
31. Лармор-Бадан (56106)
32. Ларре (56108)
33. Ле-Боно (56262)
34. Ле-Герно (56077)
35. Ле-Езо (56084)
36. Ле-Кур (56045)
37. Ле-Тур-дю-Парк (56252)
38. Ле-Фужере (56060)
39. Лізьйо (56112)
40. Лімерзель (56111)
41. Лозаш (56109)
42. Локельта (56120)
43. Локмар'я-Гран-Шам (56115)
44. Малансак (56123)
45. Малеструа (56124)
46. Марзан (56126)
47. Мекон (56132)
48. Міссіріак (56133)
49. Молак (56135)
50. Монтенеф (56136)
51. Монтерблан (56137)
52. Мюзіяк (56143)
53. Нівіяк (56147)
54. Нуаяль-Мюзіяк (56149)
55. Оган (56006)
56. Пенестен (56155)
57. Пеоль (56153)
58. Пеяк (56154)
59. Плекадек (56159)
60. Плеско (56158)
61. Плодран (56157)
62. Плоеран (56164)
63. Плугумелан (56167)
64. Плюерлен (56171)
65. Поркаро (56180)
66. Реміньяк (56191)
67. Р'є (56194)
68. Рошфор-ан-Терр (56196)
69. Рюффіак (56200)
70. Сарзо (56240)
71. Сен-Венсан-сюр-Уст (56239)
72. Сен-Горгон (56216)
73. Сен-Граве (56218)
74. Сен-Гюїомар (56219)
75. Сен-Доле (56212)
76. Сен-Жакю-ле-Пен (56221)
77. Сен-Жан-ла-Потрі (56223)
78. Сен-Жильда-де-Рюї (56214)
79. Сен-Конгар (56211)
80. Сен-Лоран-сюр-Уст (56224)
81. Сен-Мало-де-Беньон (56226)
82. Сен-Марсель (56228)
83. Сен-Мартен-сюр-Уст (56229)
84. Сен-Нікола-дю-Тертр (56230)
85. Сен-Нольфф (56231)
86. Сен-Перре (56232)
87. Сене (56243)
88. Сент-Абраам (56202)
89. Сент-Аве (56206)
90. Сент-Армель (56205)
91. Серан (56244)
92. Сюльніак (56247)
93. Сюрзюр (56248)
94. Те-Нуаяло (56251)
95. Теїяк (56250)
96. Треаль (56253)
97. Тредьйон (56254)
98. Треффлеан (56255)
99. Ферель (56058)